# Route nationale 424
Die Route nationale 424, kurz N 424 oder RN 424, war eine französische Nationalstraße.

## Geschichte
Die Straße zweigte von 1933 bis 1973 auf dem „Col de la Chipotte“ von einer Straßenkreuzung mit der Nationalstraße 59Bis ab und führte erst bis zum Rheinufer, ab 1961 über die „Barrage de Marckolsheim“ zur Grenze nach Deutschland.
1963 wurde außerdem die Nationalstraße 424 von Saint-Blaise-la-Roche direkt auf den 534 Meter über NN liegenden „Col de Steige“ geführt, anstatt über die Nationalstraße 420 und Bourg-Bruche. Dabei vertauschte sie mit der Départementsstraße 50 des Départements Bas-Rhin ihre Nummer. Höchster Pass der Straße ist der „Col du Hantz“ mit 641 Metern über NN, über den die Départementsgrenze zwischen Vosges und Bas-Rhin verläuft.